# Nikolai Iwanowitsch Lunin

Nikolai Lunin

Nikolai Iwanowitsch Lunin, russisch Николай Иванович Лунин, (* 1. Februar 1854 in Dorpat; † 18. Juni 1937 in Leningrad) war ein russisch-baltischer Chemiker, Arzt und Ernährungsphysiologe.

## Leben
Lunin studierte Medizin an der Kaiserlichen Universität Dorpat und arbeitete danach an der Nerven- und Psychiatrie-Klinik der Universität Dorpat unter Hermann Emminghaus. Er wurde 1880 bei dem Physiologen Gustav von Bunge in Dorpat (später Professor in Basel) promoviert. In seiner Dissertation untersuchte er künstliche Nahrungsmittel und kam zu dem Schluss, dass in natürlicher Nahrung lebenswichtige Stoffe enthalten sein müssen, die der künstlichen Nahrung fehlten, da Mäuse aus einer Diät von reinen Proteinen (Lunin gab Casein), Fetten, Kohlenhydraten (in Form von Rohrzucker und Mineralsalzen (Lunin hob die für die Bildung organischer Phosphorverbindungen nötigen Phosphorsalze hervor) nicht überlebten (wohl aber nach Zugabe von Milch oder Eigelb). Damit war er ein Vorläufer der Vitaminforschung. So würdigte ihn auch Frederick Gowland Hopkins 1929 in seinem Nobelvortrag.
1882 ging er als Klinikarzt nach Sankt Petersburg. 1884 leitete er dort ein Ambulatorium und 1919 wurde er Chefarzt des Krankenhauses Rauchfuß. 1925 gab er seine Ämter auf.

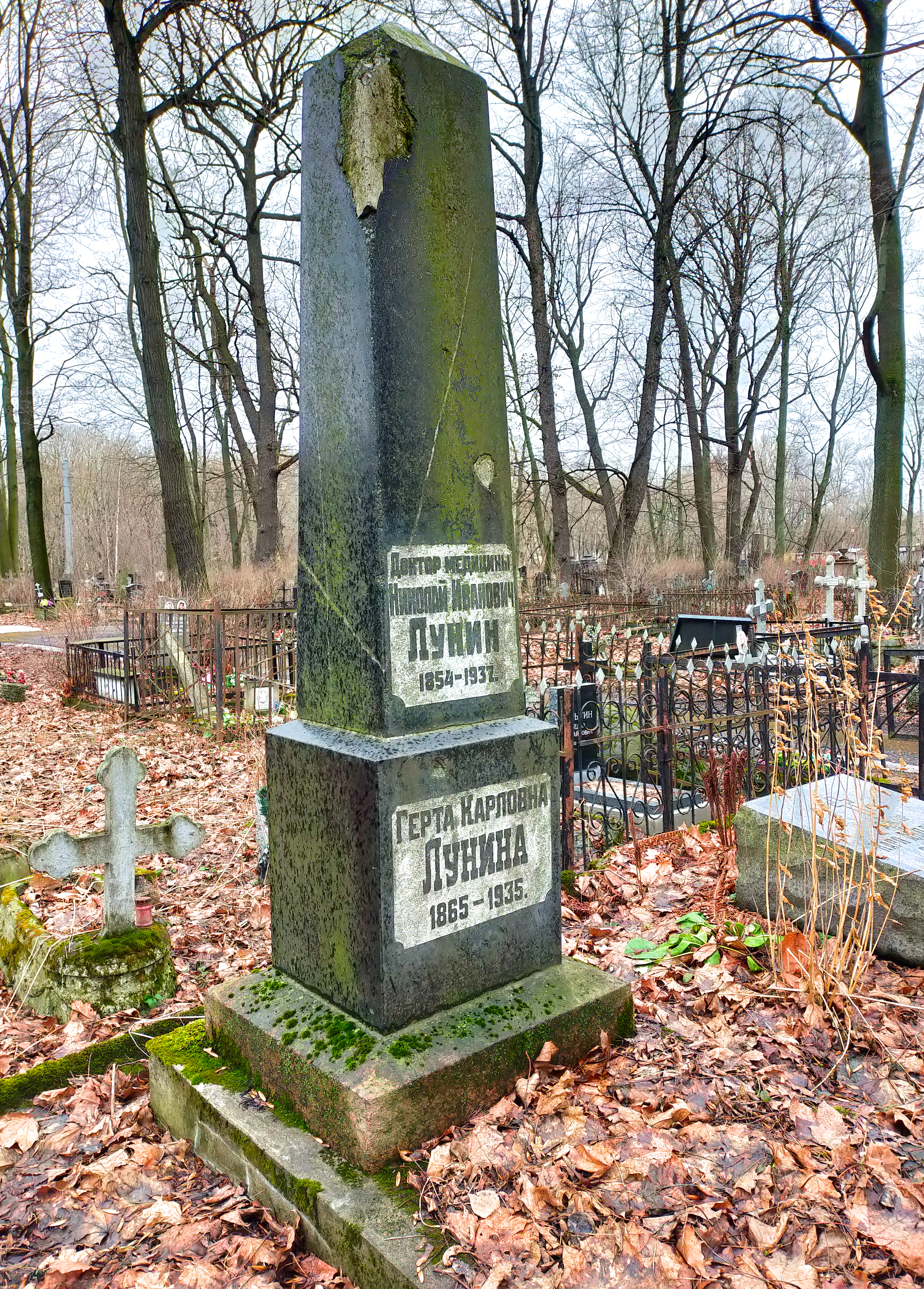
Grab von Lunin in Sankt Petersburg

Er war Mitglied des Deutschen Ärztlichen Vereins und des Vereins St. Petersburger Ärzte. 1887 heiratete er eine deutsche Frau.
Lunin wurde auf dem lutheranischen Teil des Wolkowo-Friedhofs in Leningrad beigesetzt.

## Schriften
- Ueber die Bedeutung der anorganischen Salze für die Ernährung des Thieres. In: Zeitschrift für Physiologische Chemie. Bd. 5, 1881, S. 31–39.